# Stiepan Gurjew
Stiepan Sawieljewicz Gurjew (ros. Степан Савельевич Гурьев; ur. 19 lipca?/1 sierpnia 1902 we wsi Romanowo w powiecie lipieckim w guberni tambowskiej (obecnie w rejonie lipieckim w obwodzie lipieckim), zm. 22 kwietnia 1945 w Prusach Wschodnich) – radziecki generał-major, Bohater Związku Radzieckiego (1945).

## Życiorys
Urodził się w rodzinie chłopskiej. Skończył szkołę podstawową, w wieku 13 lat zaczął pracować w kopalni, w marcu 1919 wstąpił ochotniczo do Armii Czerwonej, uczestniczył w wojnie domowej w 197 pułku piechoty 9 Armii Kubańskiej, walczył z Siłami Zbrojnymi Południa Rosji Denikina i Wrangla. Brał udział m.in. w walkach w Donbasie, nad rzeką Chopior, operacjach rostowsko-nowoczerkaskiej i północnokaukaskiej. W 1920 walczył na Kubaniu, w 1921 uczestniczył w zajęciu Gruzji, brał też udział w wielu operacjach przeciw powstańcom i buntownikom, w 1924 został członkiem partii komunistycznej.
W 1925 ukończył szkołę piechoty w Iwanowo-Wozniesieńsku i został dowódcą plutonu 142. pułku strzelców w 48 Dywizji Strzelców w Moskiewskim Okręgu Wojskowym, w 1928 ukończył moskiewskie kursy wojskowo-polityczne i został politrukiem kompanii w 250. pułku strzelców 8. Dywizji Strzelców Moskiewskiego Okręgu Wojskowego, a później 118. pułku strzelców 40 Dywizji Strzeleckiej Syberyjskiego Okręgu Wojskowego w Aczyńsku, w lipcu 1930 został sekretarzem odpowiedzialnym biura partyjnego tego pułku. W lutym 1932 został instruktorem wydziału politycznego 35. Dywizji Strzeleckiej Samodzielnej Dalekowschodniej Armii Czerwonego Sztandaru, od września 1932 do listopada 1935 dowodził batalionem w 105. pułku strzelców w tej dywizji, od listopada 1935 do stycznia 1937 pracował w rejonowym komisariacie wojskowym w obwodzie czytyjskim, w 1937 ukończył wyższe taktyczne kursy doskonalenia kadry dowódczej „Wystrieł”. Od sierpnia 1937 do stycznia 1938 był pomocnikiem dowódcy 279. pułku strzelców w 93. Dywizji Strzeleckiej Zabajkalskiego Okręgu Wojskowego, później szefem wydziału sztabu Zabajkalskiego Okręgu Wojskowego, od marca 1939 dowodził 293. pułkiem strzelców 57 Dywizji Strzeleckiej Zabajkalskiego Okręgu Wojskowego, na tym stanowisku brał udział w bitwie nad Chałchin-Goł.
Od października 1939 do października 1940 dowodził piechotą 36 Dywizji w 1 Armijnej Grupie Radzieckich Wojsk na terytorium Mongolii, w 1941 ukończył studia na wydziale operacyjnym akademii wojskowej Armii Czerwonej i w maju 1941 został dowódcą 10 Brygady Powietrznodesantowej 5 Korpusu Powietrznodesantowego w Nadbałtyckim Okręgu Wojskowym. Od czerwca 1941 brał udział w wojnie z Niemcami, m.in. w walkach obronnych w rejonie Poniewieża i w walkach o Dyneburg, w październiku 1941 objął dowództwo 5 Korpusu Powietrznodesantowego w 43 Armii Frontu Zachodniego, uczestniczył m.in. w bitwie pod Moskwą i w operacji rżewsko-wiaziemskiej, 14 stycznia 1945 żołnierze korpusu wyróżnili się przy wyzwalaniu Miedynia. W sierpniu 1942 korpus został przeformowany na 39 Gwardyjską Dywizję Piechoty, której dowódcą został Gurjew, mianowany 3 maja 1942 generałem majorem; dywizję włączono w skład 4 Armii Pancernej, a później, podczas bitwy pod Stalingradem, w skład 62 Armii Frontu Dońskiego. W marcu 1943 objął dowództwo 28 Gwardyjskiego Korpusu Piechoty w 8 Gwardyjskiej Armii, z którym brał udział w operacji woroszyłowgradzkiej i dniepropietrowskiej, uczestniczył w wyzwalaniu Zaporoża i Dniepropietrowska, od grudnia 1943 do kwietnia 1944 uczył się na kursach w Wyższej Akademii Wojskowej im. Woroszyłowa. Od kwietnia 1944 dowodził 16 Gwardyjskim Korpusem Piechoty w 11 Gwardyjskiej Armii na 2 Froncie Nadbałtyckim i 3 Białoruskim, brał udział w walkach w Prusach Wschodnich i operacji königsbergskiej, m.in. w walce o Królewiec w kwietniu 1945, w której jego korpus się wyróżnił. Za umiejętne dowodzenie korpusem podczas walk o Królewiec otrzymał tytuł Bohatera Związku Radzieckiego. Później wraz z korpusem walczył w rejonie Pillau (obecnie Bałtyjsk), gdzie zginął. Jego imieniem nazwano miasto Neuhausen (Gurjewsk), gdzie w 1961 postawiono jego pomnik z białego marmuru; w 2007 zastąpiono go pomnikiem z brązu.

## Odznaczenia
- Złota Gwiazda Bohatera Związku Radzieckiego (19 kwietnia 1945)
- Order Lenina (dwukrotnie, 13 stycznia 1944 i 19 kwietnia 1945)
- Order Czerwonego Sztandaru (dwukrotnie, 1939 i 12 kwietnia 1942)
- Order Kutuzowa II klasy (1943)
- Order Czerwonej Gwiazdy (26 października 1943)
- Medal jubileuszowy „XX lat Robotniczo-Chłopskiej Armii Czerwonej” (1938)
- Medal „Za obronę Stalingradu” (1943)
- Order Czerwonego Sztandaru (Mongolia, 1939)